# Marielle Gervais
Marielle Gervais est une auteure acadienne.

## Biographie
Originaire de la région de Grand-Sault (Nouveau-Brunswick, Canada), Marielle Gervais est professeure de français à l'Université de Moncton depuis une vingtaine d'années[Quand ?]. 

## Publications
Dans sa vie, elle a notamment écrit Mémoires d'Éllée ainsi que plusieurs autres livres.